# Laura S. Matthews
Laura S. Matthews (* 29. August 1964 bei Dudley, West Midlands, England) ist das Pseudonym von Laura Dron, einer britischen Kinderbuchautorin.

## Leben und Werk
Laura S. Matthews wurde 1964 in England als jüngstes von fünf Kindern geboren. Sie besuchte zunächst eine staatliche Schule und studierte dann Englische Literatur am Goldsmiths, University of London, wo sie einen Abschluss mit Auszeichnung errang.
Matthews lebte und arbeitete sechs Jahre in London und hat auch in Hull in Nordengland, den West Midlands, dem Elsass in Nordfrankreich und Hertfordshire gelebt.
Mit ihrem Erstlingsroman „Fisch“ gewann sie als letzte Autorin den britischen Kinderbuchpreis Kathleen Fidler Award, der 2002 eingestellt wurde.  Sie war für den Branford Book Award und die Carnegie Medal nominiert.
Sie lebt derzeit mit ihrem Mann und zwei Kindern in Dorset.

## Veröffentlichungen
- Fisch. Würzburg: Arena-Verl. 2003. ISBN 978-3-401-05681-4
- Die Ausgestoßenen, 2004
- Ein Hund für das Leben, 2006
- Lexi, 2007
- Nach der Flut, 2008